# Правила привлачности
Правила привлачности (енгл. The Rules of Attraction) је амерички филм из 2002. године. Базиран је на истоименом роману.

## Улоге
| Глумац            | Улога  |
| ----------------- | ------ |
| Џејмс Ван Дер Бик | Шон    |
| Шанин Сосамон     | Лорен  |
| Џесика Бил        | Лара   |
| Ијан Самерхолдер  | Пол    |
| Кип Пардју        | Виктор |
| Кејт Бозворт      | Кели   |